# Batalla de Ortona
La batalla de Ortona (20–28 de diciembre de 1943) fue una batalla de la Segunda Guerra Mundial en la que dos batallones de Fallschirmjäger (paracaidistas) de élite de la 1.ª División Paracaidista alemana bajo el mando del teniente general Richard Heidrich se enfrentaron a tropas canadienses de la 1.ª División de Infantería canadiense bajo el mando del mayor general Christopher Vokes. Fue la culminación de todo el combate en el frente adriático de Italia, durante el llamado «Diciembre Sangriento». Los que lucharon en esta batalla la tildaron del «Stalingrado de Italia», debido a la brutalidad de su combate en espacios reducidos, agravado por los caóticos escombros de la ciudad y todas las trampas cazabobos que colocaron ambos bandos. La batalla tuvo lugar en la pequeña ciudad del mar Adriático de Ortona (Abruzos), que tenía una población de 10 000 personas en tiempos de paz.

## Antecedentes

Localidades en torno al río Moro. Ortona tenía importancia estratégica, ya que era uno de los pocos puertos de aguas profundas en la costa este de Italia.

A finales de 1943, con la campaña de Italia no se pretendía ganar la guerra, sino retirar a las tropas italianas de otras partes de Europa, desviar a las fuerzas alemanas de Francia y reducir el poderío del Ejército alemán. La invasión del día D se empezó a planificar en primavera de 1944. Como indica una fuente: «Al dividir a las fuerzas nazis en varios frentes distintos, los Aliados impidieron que Hitler asestase un golpe mortal a la URSS o concentrase un ejército invencible en la costa de Normandía».
La ofensiva del Octavo Ejército británico contra las defensas de la Línea Gustav al este de los Apeninos comenzó el 23 de noviembre, cuando cruzaron el río Sangro. Para finales de mes, habían atravesado las principales defensas de la Línea Gustav y las tropas aliadas se dirigían al siguiente río, el Moro, 6,4 km al norte de cuya desembocadura se encontraba Ortona. Para cruzar el Moro a principios de diciembre, la agotada 78.ª División de Infantería británica del flanco derecho aliado en la costa adriática fue relevada por la 1.ª División de Infantería canadiense, al mando del mayor general Christopher Vokes. Para mediados de diciembre, tras un combate feroz en el frío y el barro, la 1.ª Brigada de Infantería de la 1.ª División de Infantería, bajo el mando del general de brigada Howard Graham, se había abierto camino hasta 3,2 km de Ortona, y fue relevada por la 2.ª Brigada de Infantería del general de brigada Bert Hoffmeister para avanzar hacia la ciudad.
Algunos historiadores señalan que Ortona tenía una gran importancia estratégica, ya que era uno de los pocos puertos de aguas profundas servibles en la costa este, y era necesario para atracar buques aliados y acortar las líneas de suministro del Octavo Ejército, que, en aquel momento, se remontaban a Bari y Tarento. Se ordenó a las fuerzas aliadas que mantuvieran la ofensiva, y atravesar las zonas edificadas de Ortona y sus alrededores era la única opción viable. Ortona formaba parte del sistema defensivo de la Línea Gustav, y los alemanes habían erigido en la ciudad una serie de posiciones defensivas entrelazadas. Esto, además de que los alemanes habían recibido la orden de «luchar hasta la última casa y el último árbol», convirtió la ciudad en un obstáculo formidable para cualquier fuerza atacante.
Otros historiadores, como Rick Atkinson, atribuyen una menor importancia a Ortona. Cita al mariscal de campo Albert Kesselring, que dijo: «No queremos defender Ortona de manera decisiva... pero los ingleses la han hecho parecer tan importante como Roma». El general Joachim Lemelsen, el comandante temporal, contestó: «Cuesta tanta sangre que no se puede justificar». No obstante, los Aliados creyeron que sería una batalla pequeña y siguieron adelante con el plan. Los alemanes estuvieron a la altura de las circunstancias y defendieron la ciudad con gran determinación.

## Batalla

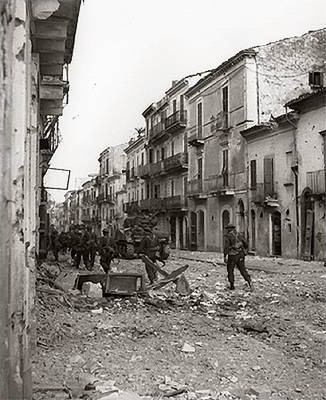
La batalla supuso combate casa por casa entre la 1.ª División Paracaidista alemana y la 1.ª División de Infantería canadiense.

Los canadienses se enfrentaron a elementos de la afamada 1.ª División Paracaidista alemana. Estos soldados estaban curtidos después de muchos años de guerra y defendieron la ciudad con uñas y dientes.
El ataque canadiense inicial en la ciudad tuvo lugar el 20 de diciembre y fue realizado por el Regimiento Loyal Edmonton de la 2.ª Brigada Canadiense, con elementos de los Seaforth Highlanders de Canadá al mando. Mientras tanto, elementos de la 3.ª Brigada de Infantería de la división lanzaron un ataque hacia el norte desde el oeste de la ciudad para intentar flanquear y cortar las comunicaciones de retaguardia de la ciudad, pero avanzaron muy poco a poco debido a la dificultad del terreno y a la hábil y decidida defensa alemana. El 21 de diciembre de 1943, el Regimiento Loyal Edmonton y los Seaforth Highlanders entraron en Ortona, ayudados por los tanques del Regimiento Three Rivers, parte de la 1.ª Brigada Blindada Canadiense, bajo el mando del general de brigada Robert Andrew Wyman.

### Mouse-holing

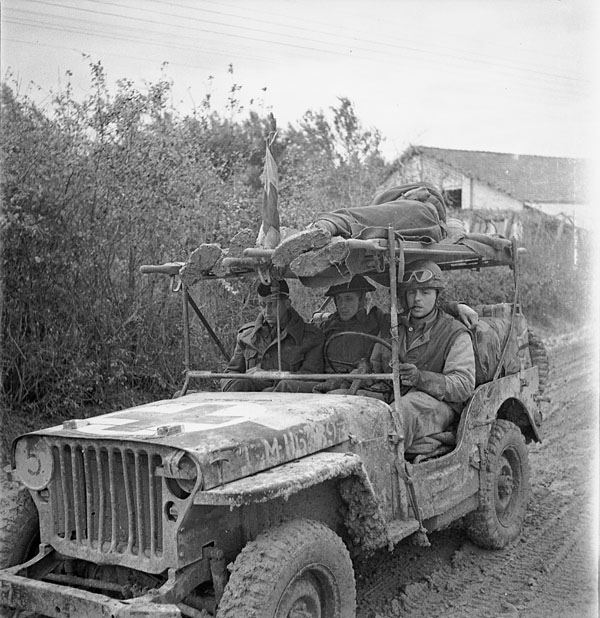
Un jeep ambulancia del Cuerpo Médico del Real Ejército Canadiense (RCAMC) trae a dos soldados canadienses heridos en el frente del río Moro, al sur de San Leonardo di Ortona, Italia, 10 de diciembre de 1943.

Los alemanes habían ocultado varias ametralladoras y emplazamientos antitanque en la ciudad, imposibilitando el avance de los blindados y la infantería. El combate de casa por casa era cruento, y los canadienses se valieron de una táctica que apenas se había usado antes: el mouse-holing («abrir ratoneras» en español). Esta táctica suponía usar armas como el PIAT o las voluminosas minas antitanque Teller para crear aberturas en las paredes de un edificio, ya que las casas de Ortona estaban adosadas. Acto seguido, los soldados lanzaban granadas y atacaban por las aberturas, despejando las escaleras hacia la planta superior o inferior con granadas o ametralladoras. Seguían así hasta alcanzar a cualquier adversario y luchaban en repetidos combates cuerpo a cuerpo. También se usaba esta táctica para atravesar paredes y entrar en habitaciones contiguas, lo que a veces pillaba por sorpresa a las tropas enemigas. Esta táctica se utilizó repetidamente, ya que atacar por las calles acarreaba numerosas bajas tanto para las tropas canadienses como para las alemanas.
El mouse-holing también permitía a los soldados avanzar por la ciudad, edificio por edificio, sin cruzar las calles, donde les dispararían. Aunque algunas fuentes atribuyen la estrategia a las fuerzas canadienses, una película de instrucción británica de 1941 ya había ilustrado el mismo concepto. No cabe duda de que los canadienses fueron de los primeros, valientes y eficaces, en emplear esta técnica. A lo largo de la batalla, los ingenieros de ambos bandos también emplearon la brutal pero eficaz táctica de utilizar cargas de demolición para derrumbar edificios enteros sobre las tropas enemigas.
El 28 de diciembre, tras ocho días de combate, las agotadas tropas alemanas se retiraron de la ciudad. Los canadienses perdieron 1375 hombres durante las batallas del río Moro, de las cuales formó parte Ortona. Supuso casi un cuarto de todos los canadienses que murieron durante toda la campaña de Italia. Según otras fuentes, las bajas canadienses ascendieron a 2300 (incluidos 500 muertos) antes de que los Aliados se hicieran con la ciudad.
La batalla se ha examinado desde la posguerra para extraer lecciones sobre el combate urbano, basándose en artículos. Existe un relato detallado en línea.

### Destrucción
Los canadienses destruyeron la cúpula de la Iglesia de Santo Tomás en el centro de la ciudad con tanques para evitar que se usara para avistar. El día de Navidad, se ordenó a los Aliados (que para entonces habían ocupado una iglesia más pequeña) que destruyeran tanto la catedral como el hospital civil, pero esto se evitó en gran medida.

## Legado

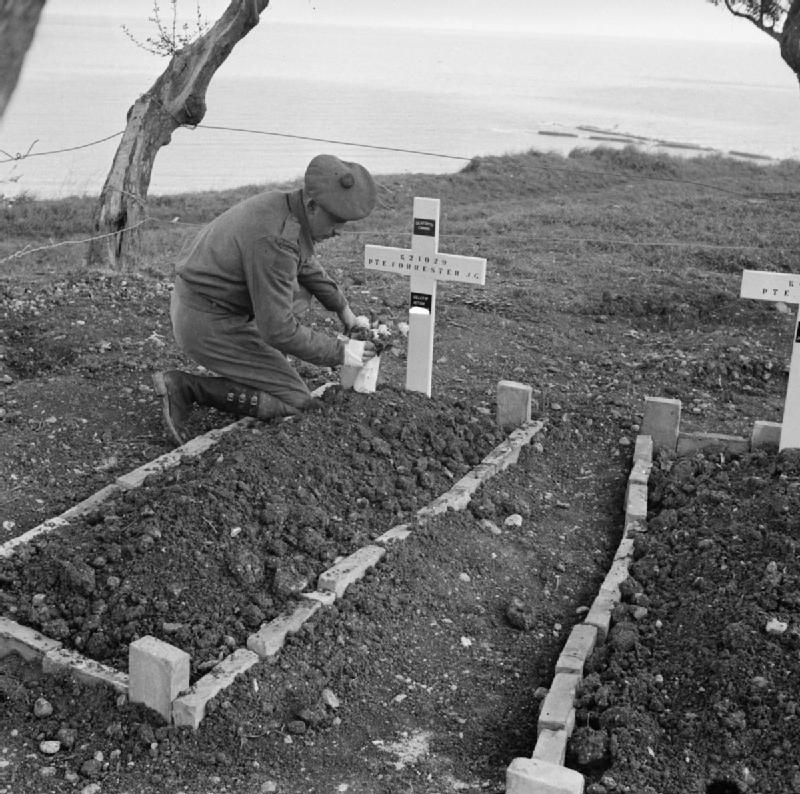
El soldado Ralph Forrester de los Seaforth Highlanders de Canadá, 1.ª División Canadiense, coloca flores en la tumba de su hermano, quien murió en combate en Ortona, 16 de enero de 1944.

Ortona fue liberada, pero las fuerzas canadienses calificaron el mes como el «diciembre sangriento» debido a todas las bajas en la ciudad y sus alrededores. Además, más de 5000 canadienses fueron evacuados debido a la fatiga de combate y las enfermedades. Además de las bajas canadienses, la 1.ª División Paracaidista alemana y la 90.ª División de Infantería Ligera (Wehrmacht) sufrieron numerosas bajas.
El mayor general Christopher Vokes resumió la contribución de las tropas canadienses en su informe sobre la ofensiva de Ortona de la siguiente forma: «Aplastamos a la 90.ª División de Granaderos Panzer y le dimos a la 1.ª División Paracaidista alemana una paliza que tardará en olvidar». No obstante, después de la guerra, otras personas[¿quién?] restaron importancia a la batalla de Ortona, quizás porque no tuvo un impacto significativo a la hora de ganar la guerra.
En noviembre de 2000, el Gobierno de Canadá desveló una placa en la Piazza Plebiscito de Ortona, en reconocimiento de la batalla como acontecimiento histórico nacional de Canadá que «simbolizó los esfuerzos del Ejército canadiense durante la campaña de Italia de la Segunda Guerra Mundial». La placa reza: «A principios de diciembre de 1943, la 1.ª División de Infantería Canadiense y la 1.ª Brigada Acorazada Canadiense comenzaron su batalla más salvaje de la campaña italiana. En el barro y bajo la lluvia, las tropas atacaron desde el río Moro hasta Ortona. Entonces, de casa en casa y de habitación en habitación, se libró una feroz batalla contra los resueltos defensores alemanes. Con un coraje extraordinario, los canadienses se impusieron y, justo después de Navidad, terminaron asegurando la ciudad».